# HD 120913
HD 120913，又名CP-67 2426，SAO 252511、HR 5218，是一颗恒星，视星等为5.71，位于銀經308.92，銀緯-5.52，其B1900.0坐标为赤經13h 47m 12.5s，赤緯-67° -5.52′ 32″。